# 범슬라브색

1848년 프라하에서 열린 범슬라브 회의에서 채택된 범슬라브 기

범슬라브색은 슬라브족의 나라의 국기나 지역 기에 쓰이는 빨강, 하양, 파랑의 세 색을 말한다. 러시아 제국의 국기 색에서 유래했다. 19세기 범슬라브 운동 과정에서 러시아 제국의 국기색이 슬라브족을 상징하게 되었다. 이 운동 전에 비슷한 색으로 국기를 정한 폴란드와 벨라루스 정도가 예외이다.
불가리아의 국기도 원래는 범슬라브색을 사용했으나, 1878년 독립 이후 농업 국가로 발달하면서 파랑을 녹색으로 바꾸었다.
이 세 색은 자유와 혁명의 상징으로, 슬라브족이 아닌 다른 나라, 예컨대 네덜란드, 미국, 영국, 프랑스 등의 국기에서도 즐겨 사용된다.
러시아의 자치 공화국의 국기 중에도 슬라브족을 기반으로 하지 않음에도 불구하고 러시아의 일부임을 나타내기 위해 이 색깔을 사용하기도 한다.

## 범슬라브색을 사용하는 국기

러시아의 국기
세르비아의 국기
슬로바키아의 국기
슬로베니아의 국기
크로아티아의 국기
체코의 국기
스릅스카 공화국의 국기

## 범슬라브색을 사용하던 옛 국기

러시아 제국(1914 ~ 1917)
유고슬라비아 왕국
체코슬로바키아
SFR 유고슬라비아
몬테네그로 공화국(1993 ~ 2004)
유고슬라비아 연방 공화국

## 같이 보기
- 범아랍색
- 범아프리카색
- 범이란색
- 범슬라브주의